# Women Make Film
Women Make Film: A New Road Movie Through Cinema (Las mujeres hacen cine. Una nueva Road Movie a través del cine) es una serie documental de 14 horas de duración estrenado en 2018 sobre el cine hecho por mujeres desde el inicio de la historia del séptimo arte ampliando la mirada más allá de Hollywood. La serie está dirigida por Mark Cousins también director de la serie La historia del cine: Una odisea.
Women Make Film incluye más de mil fragmentos de películas rodadas a lo largo de las 13 décadas en los 5 continentes.

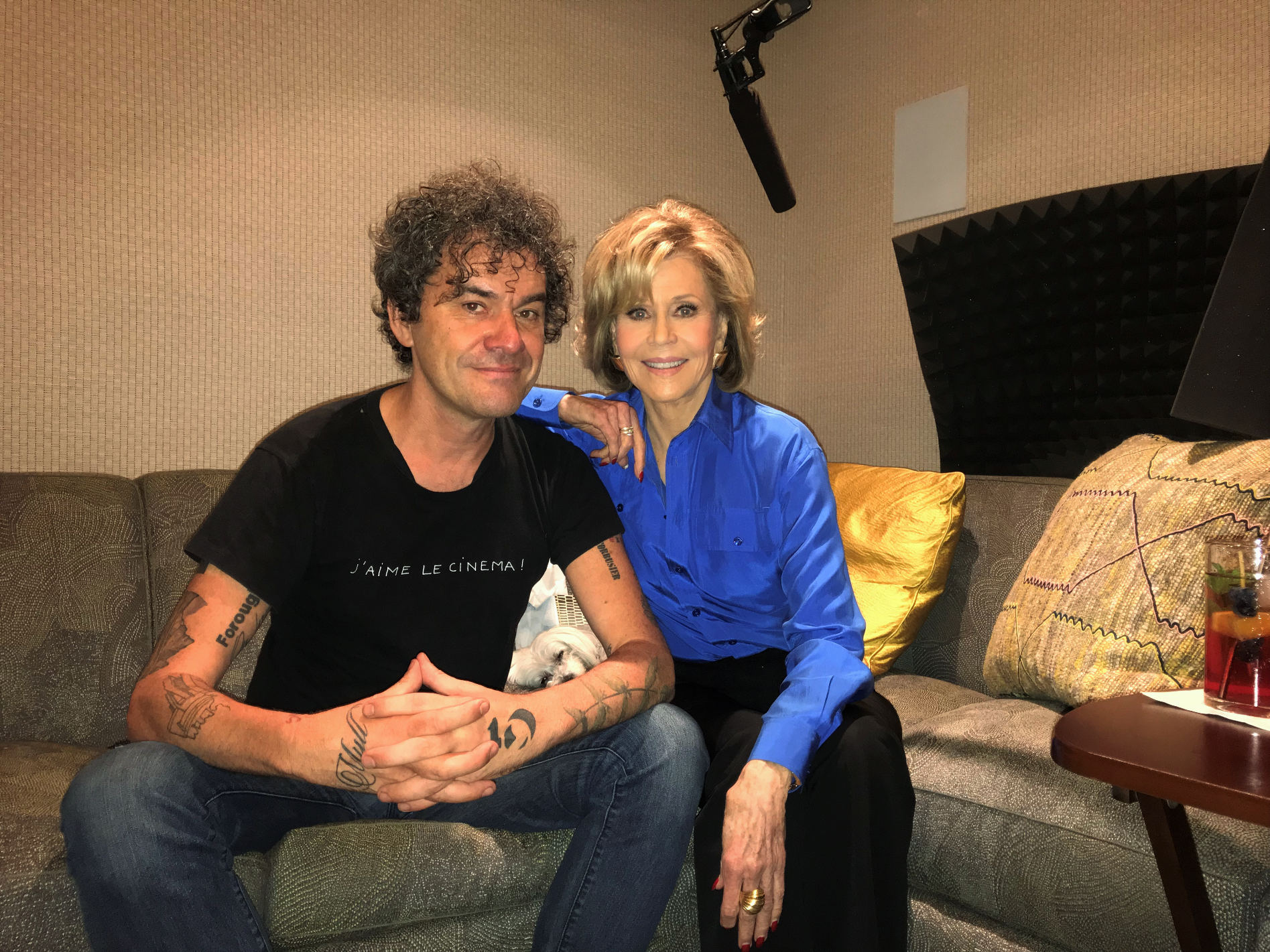
Mark Cousins con Jane Fonda en la grabación de su voz en off para Women Make Film, 2018

Entre las actrices que prestan su voz a la narración se encuentran Tilda Swinton o Jane Fonda.
La única española que se menciona en el documental es Ana Mariscal.
Mark Cousins explica sobre su trabajo:
"En la mayoría de las películas sobre cine, solo aparecen directores hombres, así que esta es una réplica. Una escuela de cine donde las profesoras son mujeres. La intención de la película es, como le dijo Diáguilev a Cocteau, «sorprendernos». Defender la igualdad en el cine es justo y es necesario. Debemos, en esta lucha, celebrar a las grandes directoras e introducirlas en el canon al que pertenecen por derecho y del que se han visto excluidas a manos de los historiadores del cine: en su mayoría, hombres. Las directoras solo son una parte de esa historia (también hay guionistas, productoras y actrices, por supuesto), pero hay mucha ignorancia y una gran ceguera respecto a las mujeres que dirigen películas. Nuestra valiente cinta planta cara a esa ceguera".

## Premios y distinciones
- Toronto 2019 Sección oficial
- Sevilla 2019 Special Screening
- Venecia 2018 Venice Classics Documentary Films